# Wembley Conference Centre
Das Wembley Conference Centre war eine Veranstaltungshalle in Nachbarschaft des Wembley-Stadions in Wembley.
Die Halle wurde 1977 eröffnet. Es fanden der Eurovision Song Contest 1977 sowie die ersten BRIT Awards statt. Neben zahlreichen Konzerten und Kongressen diente die Halle für Snooker-Meisterschaften.
Im Sommer 2006 wurde die Halle abgerissen. Heute steht an gleicher Stelle ein Geschäfts- und Wohnhaus namens Quadrant Court.